# Tanjungan (Pengandonan)
Tanjungan is een bestuurslaag in het regentschap Ogan Komering Ulu van de provincie Zuid-Sumatra, Indonesië. Tanjungan telt 335 inwoners (volkstelling 2010).